# バーグハンバーグバーグ
株式会社バーグハンバーグバーグ（英: BURG HAMBURG BURG.Inc、略称：BHB）は、東京都品川区にあるWEB制作会社。

## 概要
新しいサービスや製品などのプロモーション、ポータルサイトのメディア運営の業務を軸に活動する企業である。WEBメディア「オモコロ」を運営していたシモダテツヤが、原宿、山口むつおと共に、2010年に設立（法人化）した。ユニークでとがったコンテンツの制作やプロモーションを行っている。略称は「バーグ」、「BHB」。

## 主な運営メディア
オモコロ
2005年より運営。「ゆるく笑えるコンテンツ」に特化したWEBメディア。名称の由来は「おもしろコロッセオ」。
オモコロブロス
2016年より運営。オモコロの姉妹メディアであり、商品や体験をオススメするレコメンド系の記事を中心に掲載する。元の名称は「ヌートン」だったが、2019年に改称。
ジモコロ
アイデムと提携し、2015年より運営。ローカルに特化したオウンドメディア。
ほかほかおにぎりクラブ
オモコロの会員限定コミュニティ。
コロモー
2020年より運営されている質問サイト。
才モコ口（さいもこくち）
オモコロの記事をきっかけにしてうまれたWEBメディア。2023年2月20日に更新停止している。

## 公式YouTubeチャンネル

### 動画コンテンツ
オモコロチャンネル
2019年5月に開設された、オモコロから派生したYouTubeチャンネル。主な出演者は永田、加藤、原宿、ARuFa、ダ・ヴィンチ・恐山など。開設当初は火曜・金曜の週2回更新であったが、2020年10月から土曜、2024年4月から水曜・日曜も更新日となり、現在は週5回の更新頻度で運営されている。
ふっくらすずめクラブ
2022年7月より運営。オモコロのライター5人組（かまど、マンスーン、モンゴルナイフ、ヤスミノ、みくのしん）によるYouTubeチャンネル。2024年4月1日から週2回更新から毎日更新へと更新頻度を拡大し活動していたが、同年10月7日の更新を最後に活動を終了した。

### 音声コンテンツ
オモコロライターたちがパーソナリティを担当するWEBラジオで、番組ごとにYouTubeチャンネルが存在する。番組名が定期的にリニューアルされるものもある。いずれも0:00更新。
| 月曜                                           | 火曜                                                   | 水曜     | 木曜                                    | 金曜                           | 土曜                                                                     | 日曜                                                         |
| ---------------------------------------------- | ------------------------------------------------------ | -------- | --------------------------------------- | ------------------------------ | ------------------------------------------------------------------------ | ------------------------------------------------------------ |
| ありっちゃありスパーク・梵（原宿、室木おすし） | マンスーン・ヤスミノの音声放送（マンスーン、ヤスミノ） | （廃枠） | 匿名ラジオ（ARuFa、ダ・ヴィンチ・恐山） | かまみく（かまど、みくのしん） | ラジオ・モンゴルナイトフィーバー（モンゴルナイフ、山口むつお、ヤスミノ） | ニュース! オモコロウォッチ（永田、原宿、ダ・ヴィンチ・恐山） |

配信終了したもの
- 長島・加藤のイうてるマにイっちゃってる（長島、加藤）

- ラジオ漫画犬（凸ノ、孔雀王[注釈 3]）※個人のラジオとしてオモコロから独立
- 店長・リックェのフラコト[注釈 4]（店長、リックェ）

## 手掛けたコンテンツ
インド人完全無視カレー
渋谷のカレー店カリガリから、冷凍カレーの商品企画・プロモーション・Webサイト制作の依頼を受けて手掛けたコンテンツ。
イケてるしヤバい男　長島からのお知らせ
現社長・長島健祐の、婚活促進を目的としたプロモーションサイト。当時、まだバーグ社員ではなかった長島が、親交があったシモダテツヤに、「そろそろ結婚したいなあ」と言ったことから企画が実現。「長島はとってもキレイ好き！きちんと決められた場所でフンをすることができるぞ！」など、斬新なアピールが反響を呼び、長島自身も結婚に至った。
からだめあて
自社ブランド米として手掛けたコンテンツ。佐賀県産米を使用している。
スキマナース
看護師に関するフリー写真素材サイトだがニッチな写真素材しかない。転職サイト「看護師転職ほっと」の宣伝として作成された。
LOVE♥アンケート 〜優柔不断な私の恋〜
マクロミルとの共同開発。恋愛アドベンチャーゲームだが、ストーリーの途中に挿入される機械的なアンケートに答えなければならない。
佐賀県×『刃牙』コラボサイト
『刃牙』シリーズに登場するキャラクターによる佐賀県の名産品を紹介するコンテンツだが、メジャーなキャラクターが一切登場しない。
【株の知識ゼロ】バカが考えた株の漫画
投資入門サイトの依頼により手掛けた、三田紀房の漫画『インベスターZ』との公式コラボコンテンツ。
爆烈通信！スマホバトラー
格安スマホ情報サイトより依頼を受けて製作された、児童誌風のPR漫画。作画は実際に児童漫画を多く手掛けてきた犬木栄治が担当。
ティッシュポップコーン世界大会
ティッシュペーパー1枚を丸めてポップコーンのような形状の「ティッシュポップコーン」を作り、その完成度の高さを競い合う大会。UUUMとの共同開催で、優勝賞金は100万円、審査員は社員であるダ・ヴィンチ・恐山、人気YouTuberのはじめしゃちょー、シルクロード（Fischer's）が務め、都内の高級ホテルで授賞式が行われた。
フワちゃん OFFICIAL WEBSITE
YouTuber・お笑いタレントのフワちゃんの公式サイトの制作を手掛けた。見どころが多く、狂気を多分に含んだサイト構成になっており、多数の反響を呼んだ。
フワちゃん本人からバーグハンバーグバーグに依頼されたものであり、フワちゃんは2013年頃から「面白いホームページといえばバーグハンバーグバーグ」と興味を持っており、YouTuber活動を始めた時期から「バーグみたいなホームページを作りたい」と考えていたという。
オモコロ放課後クラブ
小学生向け漫画雑誌『月刊コロコロコミック』2023年3月号（2月15日発売）より開始したハガキコーナー。オモコロチャンネルメンバーの5人が学校の先生に扮し、各教科に沿ったお題に対する回答を募集する。
2025年に『こどもふざけ方教室』として小学館より単行本化。
まちのGenポスター・看板
星野源の6thアルバム『Gen』のリリースを記念し、東京都品川区や神奈川県横浜市などの公共掲示板に手作り感のある告知ポスターを、東京都品川区内2か所の銭湯にクリア素材のプレート広告を、東京都品川区と大阪市北区にエイジング加工が施されたレトロな広告看板を掲示した。ネット上においてはプレート広告や看板が好評を得た一方、公共掲示板への広告の掲示について「無料掲示板に商業広告を出すのは不適切」と賛否を呼ぶ結果に。
本件について取り上げた女性自身によって横浜市の公共掲示板を管理する市の担当者に取材が行われ、広告の掲示にあたる申請の有無については「公共掲示板を使用する場合の手続きとしては必要ありません」との回答があり、禁止掲示物にも当てはまらないため規約違反ではないとの回答もあった。また、「ピアノ教室の生徒募集や不用品の買い取りなどの広告も営利を目的とした内容を含んでおり、そういったものも掲示板では禁止されていない」「選挙の広報目的の使用や毀損などの内容でなければ禁止されていないため、今回の件も禁止に当たるという解釈はしておりません」との見解を示した。

## 社員
- 長島健祐 - 代表取締役社長（シモダテツヤの後任として、2019年1月に就任）

### ライター/ディレクター
- 永田智 - 副社長
- 山口むつお - 執行役員[26]。クリエイティブ事業部部長[注釈 6]
- 原宿（原健一郎） - オモコロ編集長
- 加藤亮 - 執行役員
- まきのゆうき
- ARuFa
- ギャラクシー - ジモコロ編集長（友光だんごとのW編集長体制）
- かんち（菅野寿郎）- 総務部長[注釈 7]
- ダ・ヴィンチ・恐山（品田遊）- オモコロブロス副編集長
- マンスーン（窪田航平）- オモコロ副編集長
- モンゴルナイフ
- 松岡陵馬
- かまど（六松亭佳窓、田中慎吾[27][28]） - オモコロブロス編集長
- ヤスミノ
- みくのしん（高杉未来之進）- オモコロ副編集長
- 西丸[29]
- 雨穴[30]

### デザイナー/エンジニア
- モチナガ（持永孝裕）
- 瀧ヶ崎（瀧ヶ崎宇朴、お高菜）

### 動画エディター
- 柳田和幸[31]
- 新玉亮[32]
- 電気バチ[33]
- おまめ[34]

## 元社員
- シモダテツヤ - 初代社長。2019年1月に退任し、タイに移住（2020年8月末まで）。その後、日本に帰国し、京都精華大学の非常勤講師や、ABEMA Primeのコメンテーターなどを務める。
- 徳谷柿次郎（徳谷洋平） - 2011年～16年まで在籍。Webメディア「ジモコロ」元編集長。独立し、「株式会社Huuuu」を起ち上げる。バーグ社員時代から務めたジモコロの編集長は独立後も継続（2023年、Huuuu社員の友光だんごに譲渡[35]）。
- 甲斐あや子 - 2015年～19年2月まで在籍。退社後は、フリーランスのWebデザイナーとして活動[36][37]。

## 社内制度など
オリジナル祝日
祝日のない6月に、毎年、自社独自の「オリジナル祝日」を設定し、休業する制度。過去には「父の父の日」「なんでも溶かすキックの日」「あったらいいなジャンボエクレアの日」「ださいマウスポインタの日」などが実施された。2020年は10月も祝日がなかったため、同月に「ほうれん草の夢を見る日」が実施された。当初はこの日に出勤した場合は「解雇処分」になると告知されていたが、現在は「就業規則違反とみなす」程度に表現が柔らかくなっている。
業務時間中の昼寝可
業務時間中でも、二時間までの昼寝が認められている。
営業をしない
営業部に相当する部署が存在せず、クライアントや広告代理店からの指名によって仕事が発生する。初代社長のシモダテツヤによれば、過去の制作実績やオモコロなどの運営メディアが、営業の代わりを果たしているという。
オモコロ杯
新規ライター発掘のため、オモコロ編集部が定期的に主催する公募賞。ARuFa、キューライス、雨穴など、多くのライターを輩出した。

## 受賞
- Internet Media AWARDS 2023　スポンサード・コンテンツ部門[41][42]

## 書籍
- オモコロ! あたまゆるゆる大全（2009年3月25日、コトブキヤ、ISBN 978-4775307014） ※「オモコロ編集部」名義
- こどもふざけ方教室（2025年1月15日、小学館、ISBN 978-4093891837） ※「オモコロ」名義

関連書籍
- Quick Japan SPECIAL：オモコロチャンネル完全読本（2025年6月26日、太田出版、ISBN 978-4778340391）[43]

## オモコロライター経験のあるクリエイターやタレント

### 作家/ライター
- ヨッピー - バーグハンバーグバーグ設立以前から、オモコロで活動してきた人気ライター。
- 雨穴 - 第5回オモコロ杯で優秀賞を獲得後、ライターとしてオカルト記事を寄稿している。
- 梨 - オモコロ杯2021で銀賞を獲得後、ライターとして怪談記事を投稿している。
- 岡田悠 - 第6回オモコロ杯で優勝後、ライターとして記事を投稿している。
- うないいちどう（アインツワッパ）
- 加味條（上條一輝）- オモコロ杯2020で銀賞を獲得後、ライターとして主にスポーツ記事を投稿している。

### 漫画家/イラストレーター
- 地獄のミサワ - シモダテツヤ、まきのゆうき、ニシィーベ（ニスィーベ）と共に、オモコロを起ち上げた創立メンバーの一人であり、漫画家としてのデビュー前はオモコロライターとして活動。その縁で同社がLINEスタンプを販売している[44]。
- カメントツ - 代表作『こぐまのケーキ屋さん』が著名だが、それ以前は、オモコロライターとして主にルポ漫画を担当していた。
- 小山健 - オモコロで連載していた漫画『ツキイチ！生理ちゃん』で第23回手塚治虫文化賞を受賞。
- 凸ノ高秀 - オモコロライターとして活動しながら集英社『週刊少年ジャンプ』に「アリスと太陽」を連載。
- ニャロメロン
- キューライス
- 宮川サトシ
- 鴻池剛
- 中川ホメオパシー
- サレンダー橋本
- なか憲人（けん、犬のかがやき）
- 長イキアキヒコ
- 室木おすし
- 南波タケ（タケ）
- ビュー
- 河野別荘地
- 橋本ライドン
- 白湯白かばん
- スマ見
- 地球のお魚ぽんちゃん
- 増田薫
- ぞうむしプロ

### 芸人
- 岩崎う大 - お笑いコンビ「かもめんたる」のボケ担当。近年は漫画家としても活動しており、オモコロにも作品を掲載している。
- 仁木恭平（ケビンス）- お笑いコンビ「そうじゃねえだろ」「ひみつスナイパー健」時代に連載記事の執筆やラジオの投稿を行っていた。

## ディスコグラフィ

### CD

#### オモコロ スーパーラジオCD Vol.01
発売日は2020年7月7日。
出演者は原宿、室木おすし、ヤスミノ、マンスーン、加藤、長島、ARuFa、ダ・ヴィンチ・恐山、かまど、みくのしん、永田、凸ノ高秀、山口むつお、モンゴルナイフ。
3枚組になっており、3枚目はパソコンでのみ利用できるデータCDとなっている。

#### オモコロ スーパーラジオCD ～ifの世界～
発売日は2023年12月12日。
出演者はダ・ヴィンチ・恐山、山口むつお、原宿、モンゴルナイフ、ARuFa、みくのしん、永田、長イキアキヒコ、室木おすし、マンスーン、ヤスミノ。
3枚組になっており、3枚目はパソコンでのみ利用できるデータCDとなっている。